# مامون بوهدود
مامون بوهدود (مواليد 1983) سياسي مغربي من التجمع الوطني للأحرار، يشغل منصب وزير منتدب لدى وزير الصناعة والتجارة والاستثمار والاقتصاد الرقمي المكلف بالمقاولات الصغرى وإدماج القطاع غير المنظم. يعتبر مامون بوهدود أصغر وزيرا في حكومة بنكيران الثانية. وهو فرنكفوني لا يجيد العربية.

## مسيرته
ينحدر من عائلة بوهدود المعروفة بجهة سوس، حيث أن عمه هو حاج بوهدود، وأخ للبرلماني محمد بوهدود، وأبنة عمه هي النائبة البرلمانية أمينة بوهدود التي نجحت في لائحة نساء التجمع الوطني للاحرار. يملك شركة للفواكه بفرنسا.